# Thụy Quỳnh
Thụy Quỳnh là một xã thuộc huyện Thái Thụy, tỉnh Thái Bình, Việt Nam.

## Vị tri - Địa lý
-Xã Thụy Quỳnh cách trung tâm huyện Thái Thụy khoảng 5 km về phía tây bắc.
-Địa giới xã Thụy quỳnh: phía đông giáp xã Thụy Hồng và xã Thụy Trình; phía tây giáp xã Thụy Việt; phía nam giáp xã Thụy Bình, xã Thụy Văn; phía bắc giáp xã Hồng Quỳnh và TP Hải Phòng.
-Về mặt địa lý: phía bắc giáp sông Hóa.
-Lượng mưa trung bình hàng năm: 1.400-1.800 mm.
-Nhiệt độ trung bình: 23,5 °C.
-Số giờ nắng trong năm: 1.600-1.800 giờ.
-Độ ẩm tương đối trung bình: 85-90%.

## Hành chính
Xã Thụy Quỳnh được chia thành 6 thôn: Kha Lý, Quỳnh Lý, Thọ Vân, Đông Đoài, Hoa Quận, Tứ Cường.
Thôn Thọ Vân được thành lập vào năm 2019 trên cơ sở sáp nhập 2 thôn Thọ Cách và Vân Am

## Đặc điểm kinh tế
Cùng với việc đẩy mạnh sản xuất nông nghiệp, Thụy Quỳnh còn chú trọng phát triển các ngành nghề. Trong đó, một số nghề đang phát triển tại địa phương như may mặc, xây dựng, mộc, vận tải, giải quyết việc làm cho từ 500 - 650 lao động địa phương với mức thu nhập từ 3,5 - 5 triệu đồng/người/tháng. Hoạt động dịch vụ, thương mại được duy trì và phát triển, toàn xã có 4 bến bãi hoạt động hiệu quả với thu nhập từ 20 - 22 tỷ đồng, có trên 50 đại lý, cơ sở kinh doanh hàng tạp hóa và trên 200 hộ buôn bán vừa và nhỏ có nguồn thu nhập ổn định. Nhờ phát triển ngành nghề, hoạt động thương mại, dịch vụ đã góp phần nâng thu nhập bình quân đầu người của xã lên gần 35 triệu đồng/năm, tỷ lệ hộ nghèo, hộ cận nghèo giảm còn gần 2%. Cơ cấu kinh tế chuyển dịch theo hướng tích cực, nông nghiệp 36%, công nghiệp, tiểu thủ công nghiệp hơn 30%, thương mại, dịch vụ gần 34%.